# Santa Rosa Primera
Santa Rosa Primera är en ort i Mexiko.   Den ligger i kommunen Ajuchitlán del Progreso och delstaten Guerrero, i den södra delen av landet, 190 km sydväst om huvudstaden Mexico City. Santa Rosa Primera ligger 304 meter över havet och antalet invånare är 204.
Terrängen runt Santa Rosa Primera är kuperad norrut, men söderut är den platt. Runt Santa Rosa Primera är det ganska glesbefolkat, med 21 invånare per kvadratkilometer. Närmaste större samhälle är Arcelia, 16,9 km nordost om Santa Rosa Primera. Omgivningarna runt Santa Rosa Primera är en mosaik av jordbruksmark och naturlig växtlighet.